# Palazzo della Banca Commerciale Italiana

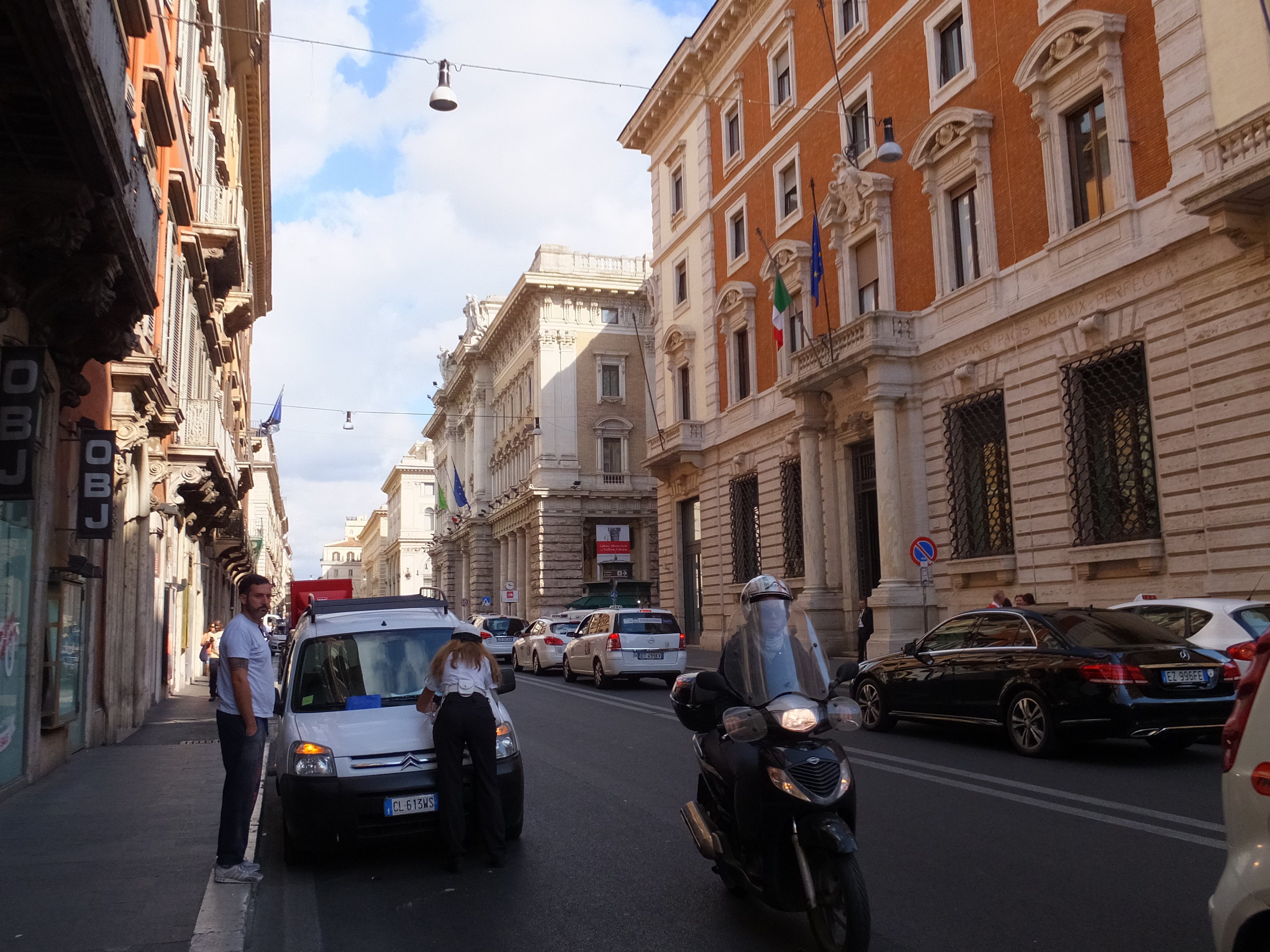
Vista do palácio à direita. No fundo, a Galleria Alberto Sordi, que fica de frente para a Piazza Colonna.

Palazzo della Banca Commerciale Italiana é um palácio localizado no número 222/226 da Via del Corso, no rione Colonna de Roma, bem ao lado da Galleria Alberto Sordi. No local antigamente ficava o Palazzo Lanci Bonaccorsi, demolido no início do século XX. 

## História

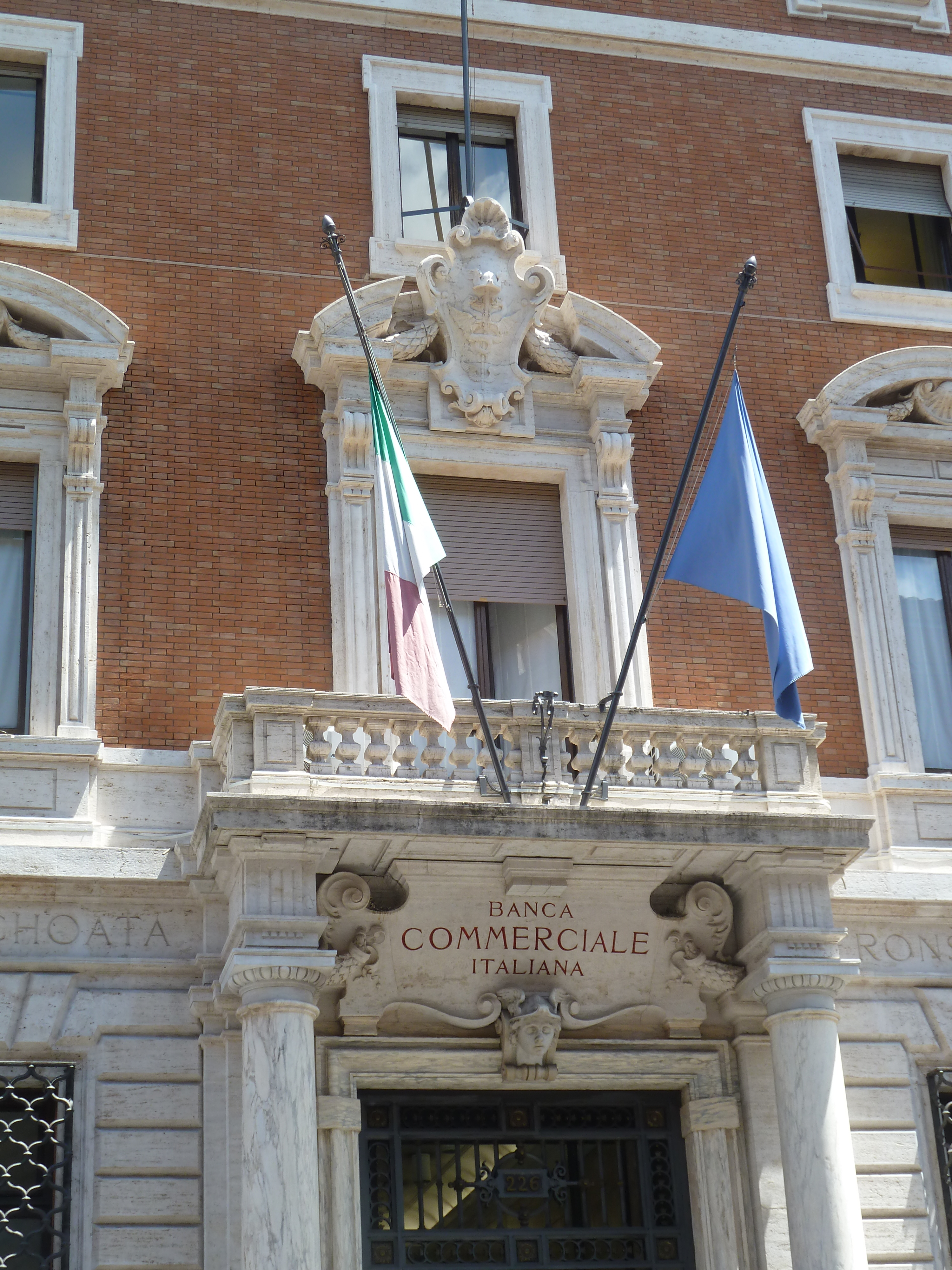
Detalhe do portal.

O palácio foi construído no século XVIII, mas acabou sendo demolido no início do século XX durante as obras de alargamento da Via del Corso que levaram à demolição de vários outros edifícios neste mesmo lado da rua. O processo se completou apenas em 1922 com a inauguração da Galleria Colonna (moderna Galleria Alberto Sordi), que foi construída no lugar onde ficava o antigo Palazzo Spada Piombino. Os grandes bancos italianos tiveram um papel importante e competiram para conseguir bons espaços para construir suas sedes nacionais ou regionais ao longo da nova via.
O novo palácio foi construído entre 1916 e 1927 sob o comando de Marcello Piacentini com base num projeto de Luca Beltrami para a Banca Commerciale Italiana. Logo em seguida o interior foi alterado pelo arquiteto Gigiotti Zanni, que ampliou o salão público e realizou várias melhorias. Uma das fachadas do edifício está na Via dei Sabini, uma referência ao demolido Palazzo dei Sabini, que, em 21 de abril, celebrava o aniversário de Roma em homenagem "às primeiras mães romanas, que foram as sabinas", e outra está na Via delle Muratte, uma referência a Renzo Musciani detto Amoratto, capitão da milícia papal a quem se deve um antigo hospital chamado dell'Amoratto, um nome que se transformou, por corruptela, em "Muratte", talvez por causa de uma história envolvendo sua irmã, Margherita, que deixou sua fortuna para as senhoras pobres e honestas conhecidas como "bizzoche dell'Amoratto".